# Olympijský stadion (Montréal)
Olympijský stadión (francouzsky Stade Olympique de Montréal) v kanadském Montrealu je sportovní stadion postavený v roce 1976 pro účely letních olympijských her v Montrealu. Stadion byl do roku 2004 domácím hřištěm týmu Montreal Expos z Major League Baseball. Na tomto stadiónu hrál i tým Montreal Machine, který hrál ve světové lize amerického fotbalu. V létě 2007 se zde hrály zápasy fotbalového mistrovství světa hráčů do 20 let. Dnes je to domácí stadión fotbalového týmu Montreal Alouettes z ligy CFL (nebo také LCF).